# Idaea solida
Idaea solida là một loài bướm đêm trong họ Geometridae.